# Hiroshi Yoshinaga
Hiroshi Yoshinaga (吉永 大志 Yoshinaga Hiroshi?, nacido el 14 de octubre de 1996 en Gunma) es un futbolista japonés que juega como centrocampista.
En 2019, Yoshinaga se unió al Fukushima United FC de la J3 League.

## Trayectoria

### Clubes
| Club                | País  | Año    |
| ------------------- | ----- | ------ |
| Fukushima United FC | Japón | 2019 - |

## Estadística de carrera

### J. League
| Club                | Año   | J. League | J. League | Copa J. League | Copa J. League | Total | Total |
| Club                | Año   | Part.     | Goles     | Part.          | Goles          | Part. | Goles |
| ------------------- | ----- | --------- | --------- | -------------- | -------------- | ----- | ----- |
| Fukushima United FC | 2019  | 5         | 0         | -              | -              | 5     | 0     |
| Total               | Total | 5         | 0         | 0              | 0              | 5     | 0     |